# ایستگاه متروی رینرز لین
ایستگاه متروی رینرز لین (انگلیسی: Rayners Lane tube station) یکی از ایستگاه‌های خط متروپولیتن و خط پیکدیلی متروی لندن است.
این ایستگاه که در منطقه هرو لندن قرار دارد در سال ۱۹۰۶ میلادی تأسیس شده است.

## نگارخانه

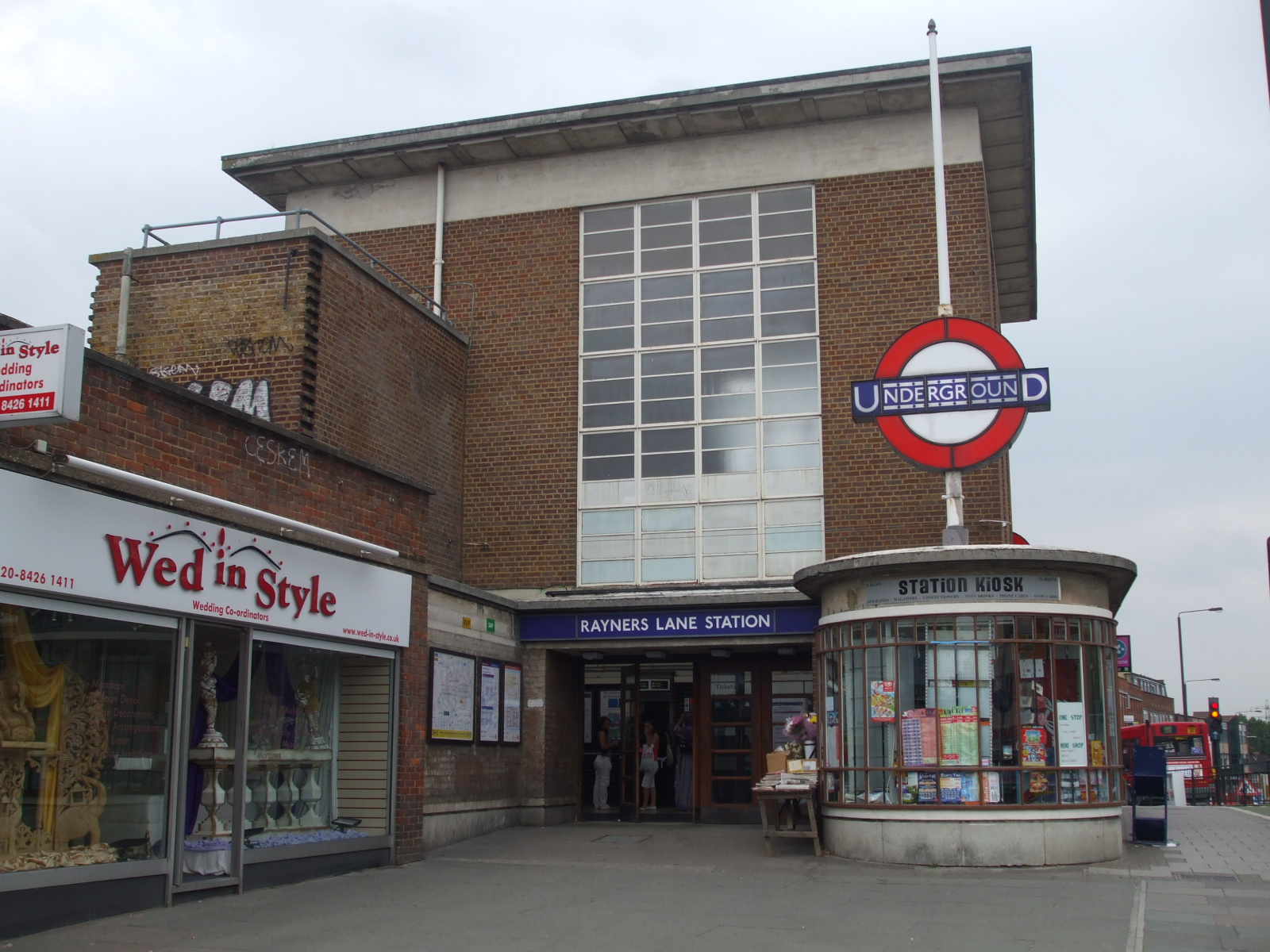
Entrance on southern face of station building
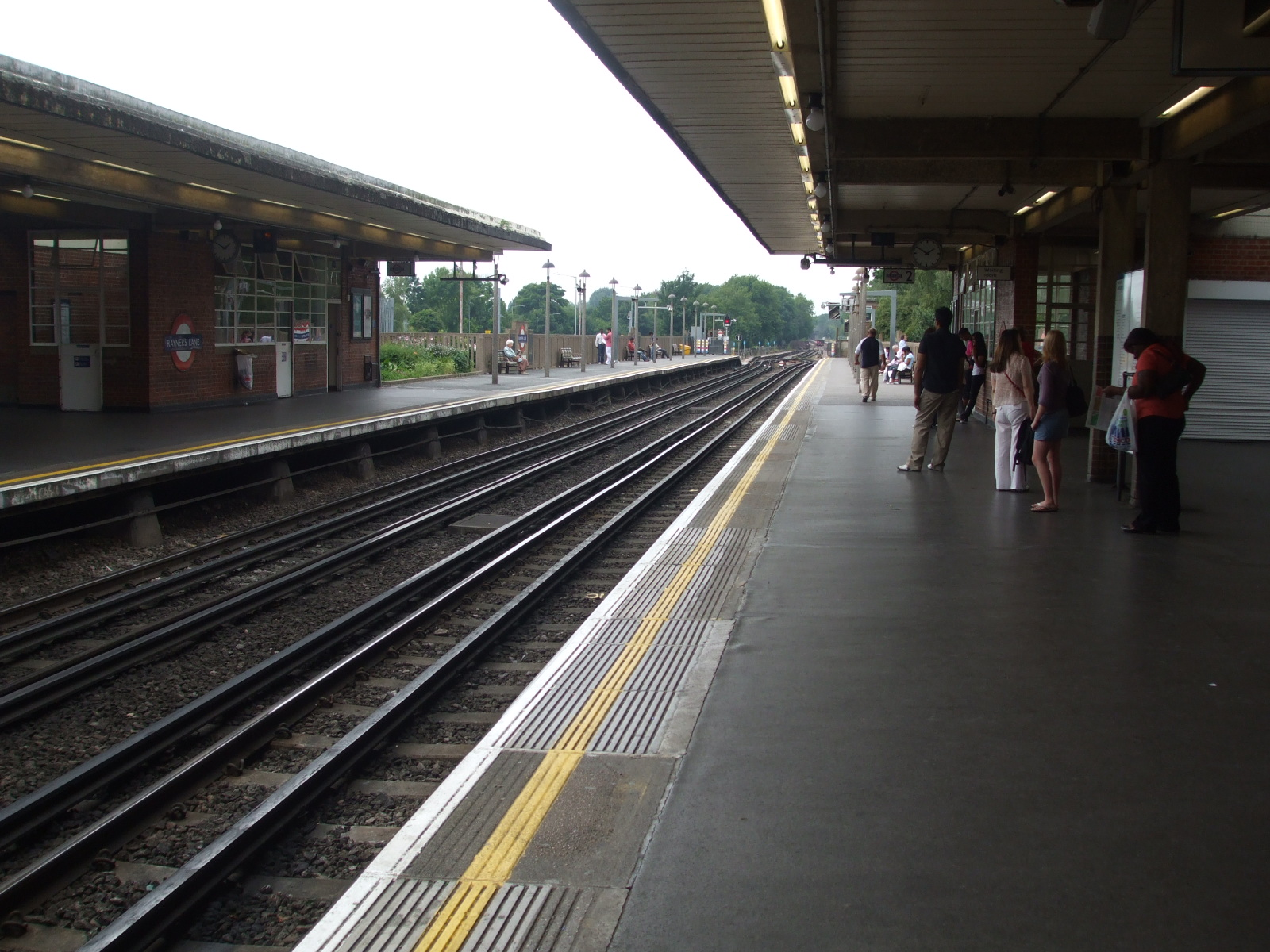
Eastbound platform looking west
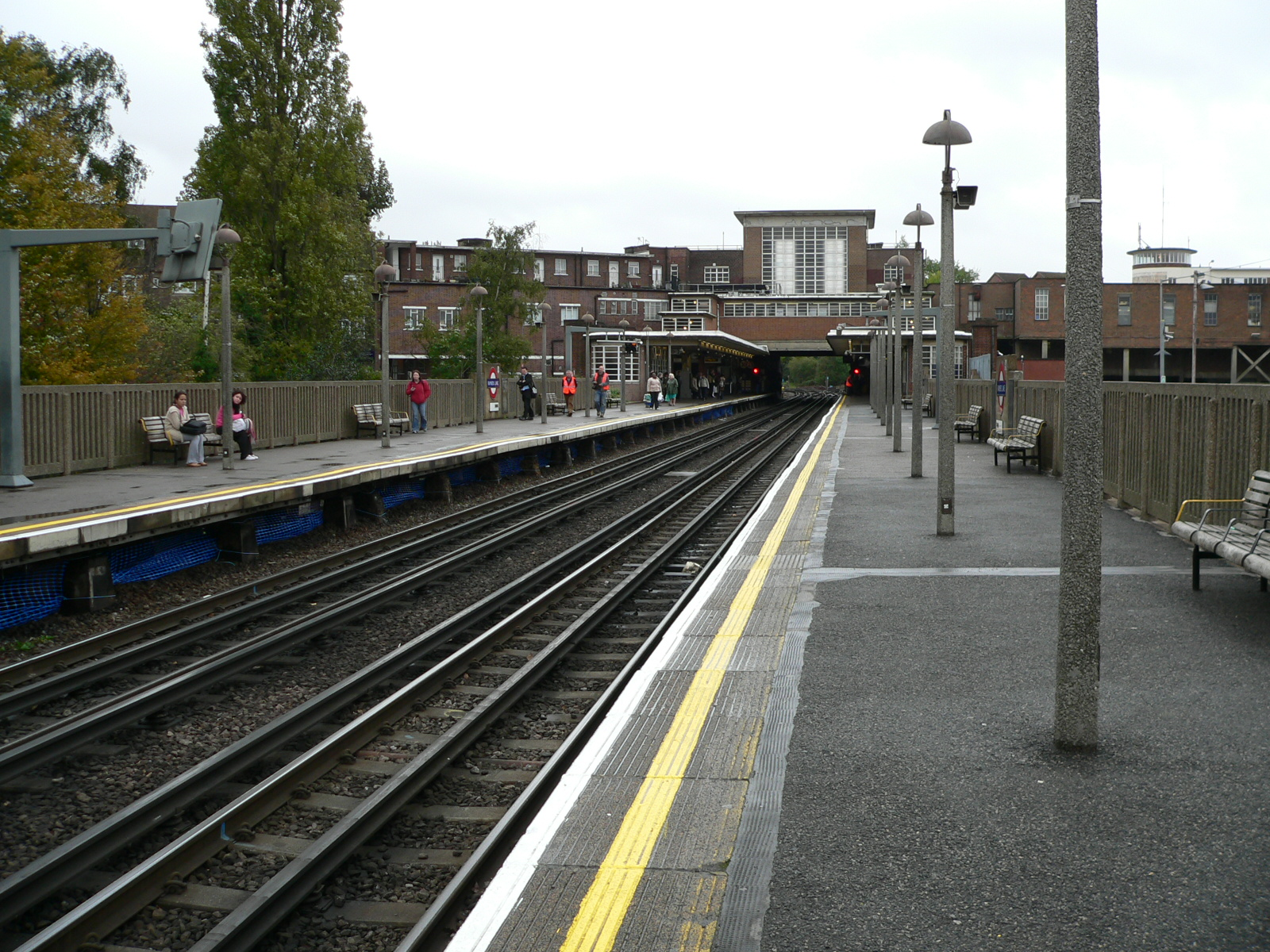
Westbound platform looking east
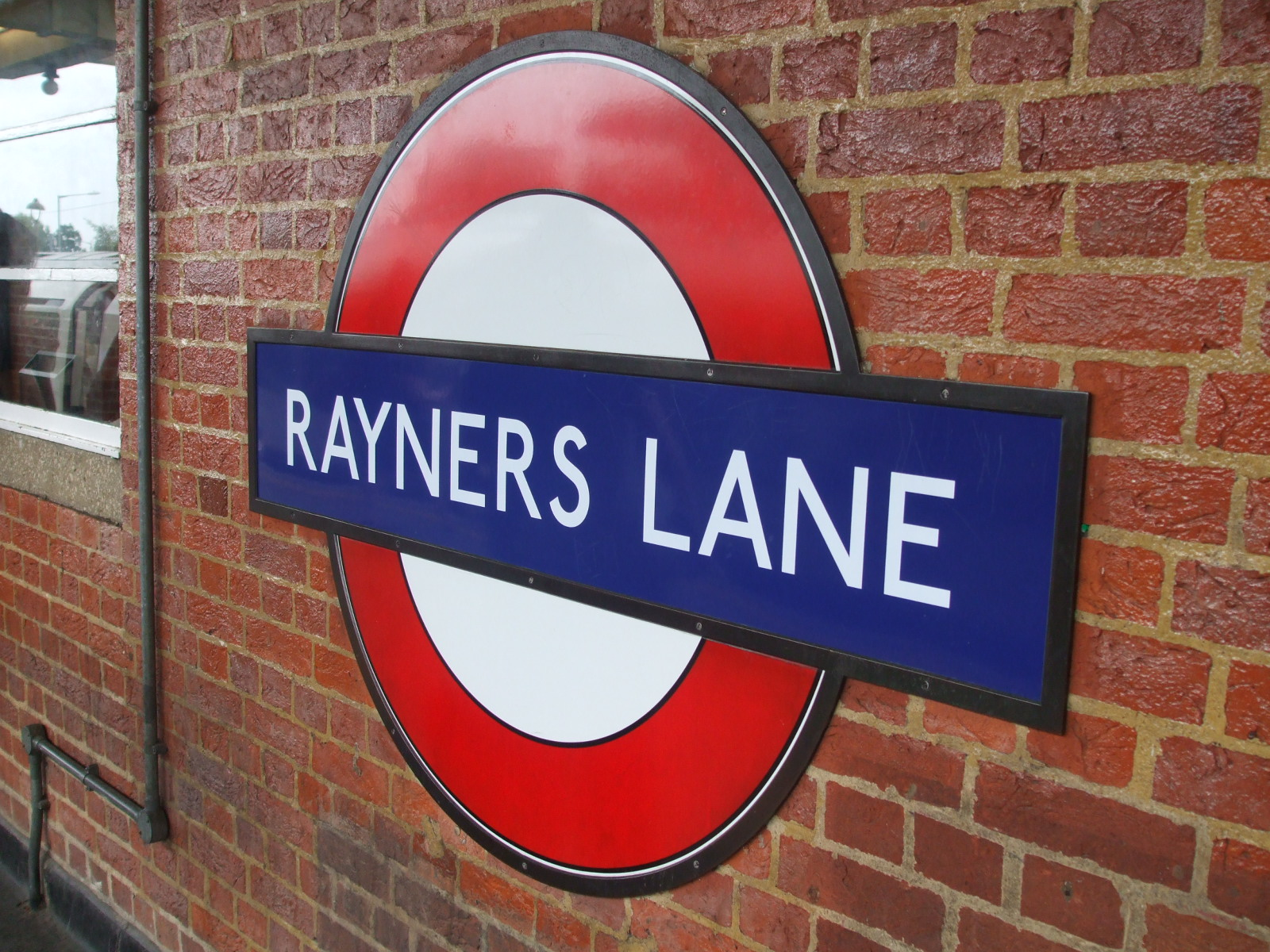
Platform roundel
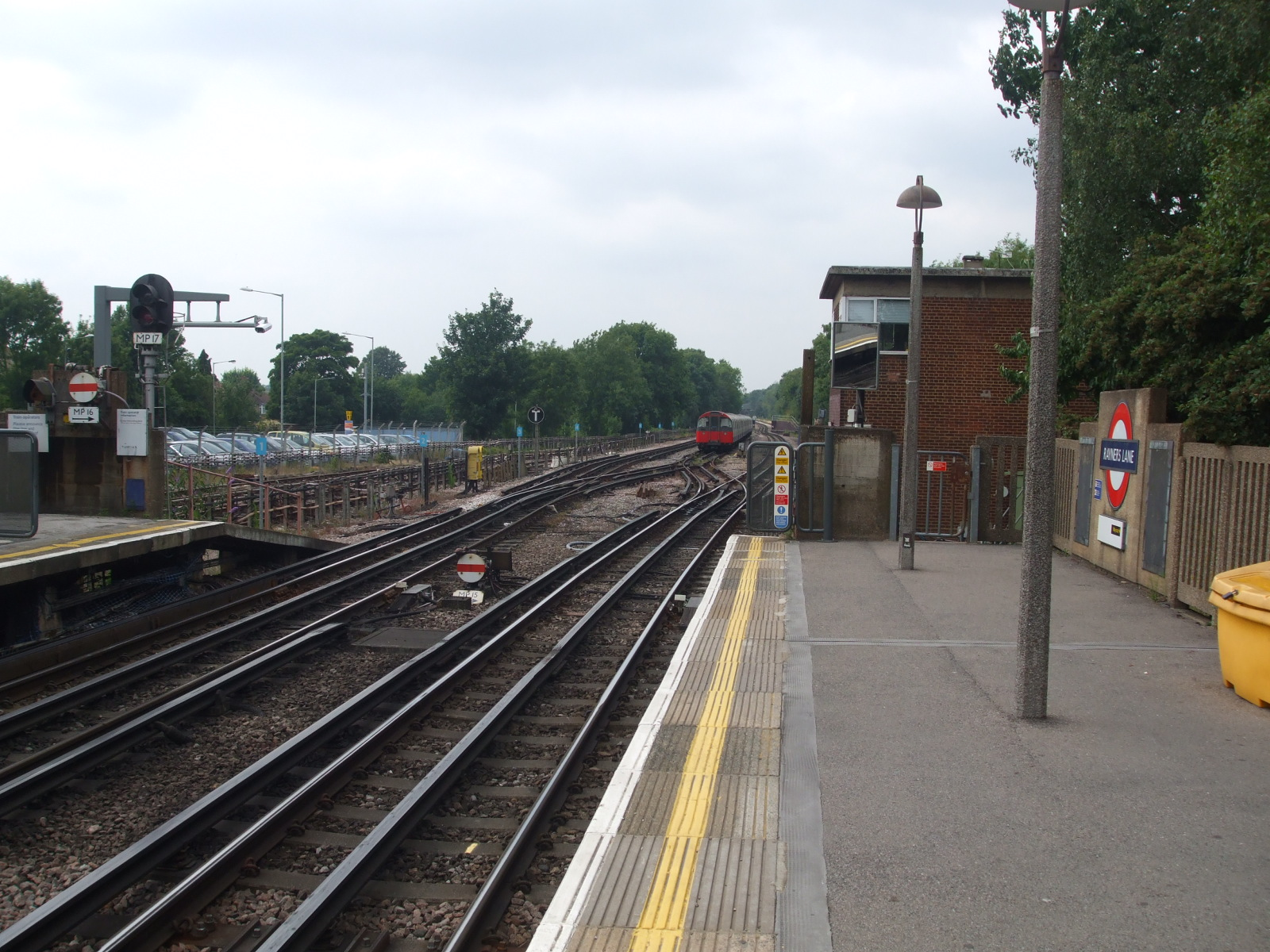
Reversing siding to the west of the station, with Piccadilly line train awaiting departure